# Damião António Franklin
Damião António Franklin (Cabinda, 6 agosto 1950 – Johannesburg, 28 aprile 2014) è stato un arcivescovo cattolico angolano.

## Biografia
Ordinato sacerdote il 28 giugno 1978, è stato consacrato vescovo il 12 luglio 1992. È stato vescovo ausiliare di Luanda e vescovo titolare di Falerone dal 29 maggio 1992 al 23 gennaio 2001, quando è stato nominato arcivescovo di Luanda succedendo al cardinale Alexandre do Nascimento.
Dal 2003 al 2009 è stato presidente della Conferenza episcopale angolana e di San Tomé.
Il 14 febbraio 2009 papa Benedetto XVI lo ha nominato segretario speciale della Seconda assemblea speciale per l'Africa del Sinodo dei Vescovi.
Ha ricevuto lo stesso papa Benedetto XVI durante il suo viaggio in Angola e Camerun.
Ha preso posizione contro la corruzione nel suo paese, dichiarando: "Gran parte della ricchezza dell'Angola se ne va con le armi. Continuano le stravaganze come queste nuovo palazzo presidenziale, che non viene quasi mai utilizzato. Enormi somme semplicemente spariscono, in mano privata."
Prima delle elezioni politiche del 2008, le prime elezioni in Angola dal 1992, ha dichiarato: "La miglior maniera di evitare la guerra è fare le elezioni in una forma incontestabilmente libera, giusta e trasparente. È importante che i partiti politici continuino a collaborare con le chiese, per sensibilizzare la società per una maggiore partecipazione al processo elettorale".
È morto il 28 aprile 2014 in Sudafrica all'età di 63 anni.

## Genealogia episcopale e successione apostolica
La genealogia episcopale è:
- Cardinale Scipione Rebiba
- Cardinale Giulio Antonio Santori
- Cardinale Girolamo Bernerio, O.P.
- Arcivescovo Galeazzo Sanvitale
- Cardinale Ludovico Ludovisi
- Cardinale Luigi Caetani
- Cardinale Ulderico Carpegna
- Cardinale Paluzzo Paluzzi Altieri degli Albertoni
- Papa Benedetto XIII
- Papa Benedetto XIV
- Papa Clemente XIII
- Cardinale Giovanni Francesco Albani
- Cardinale Carlo Rezzonico
- Cardinale Antonio Dugnani
- Arcivescovo Jean-Charles de Coucy
- Cardinale Gustave-Maximilien-Juste de Croÿ-Solre
- Vescovo Charles-Auguste-Marie-Joseph Forbin-Janson
- Cardinale François-Auguste-Ferdinand Donnet
- Vescovo Charles-Emile Freppel
- Cardinale Louis-Henri-Joseph Luçon
- Cardinale Charles-Henri-Joseph Binet
- Cardinale Maurice Feltin
- Cardinale Jean-Marie Villot
- Arcivescovo Giovanni De Andrea
- Cardinale Alexandre do Nascimento
- Arcivescovo Damião António Franklin

La successione apostolica è:
- Arcivescovo Zeferino Zeca Martins, S.V.D. (2012)